# Зелений Шум
«Зелений Шум» (також «Шум», «У Шума», «Плетений Шум») — українська народна веснянка, гра і танок-хоровод.
Вважається, що пісня-гра «Шум» належить до найархаїчнішого пласту українського народного мистецтва.

## Опис
У 1856 році хоровод «Шум» було описано українським етнографом Михайлом Максимовичем. За Максимовичем, пісня починалася такими словами:
Ой нумо ж ми нумо,
В зеленого Шума.
А в нашого Шума
Зеленая шуба.
При цьому дівчата ставали в два ключі (лінії), паралельно один за одним. Потім два ключі бігли разом вперед, а потім назад, співаючи сильним голосом, щодуху:
Ой Шум хо́дить, по воді бродить;
А Шумиха рибу ловить,
Що вловила, то й пропила,
Своїй дочці не вгодила.
Пожди, доню, до суботи,
Куплю су́кню, ще й чоботи!
— Або́ ж мені су́кню крайте,
Або ж мені жениха дайте!
Або ж мені кулешу́ наваріть,
Або ж мені жениха приведіть.
Український етнограф Борис Грінченко писав, що пісню-танок «У Шума» дівчата співали на Великдень, узявшись за руки і бігаючи кружком по селу. При цьому, коли «шум» заплітали, то співали пісню:
Ой нумо, нумо
В плетеного шума!
Як наша мати
Буде заплітати?
Заплетися, шуме,
Заплетися;
Хрещатий барвінку,
Розстелися!
У книзі «Звичаї нашого народу» фольклорист Олекса Воропай описав інші варіанти танку та пісень спостережених на Чорноморщині. Дівчата, співаючи «Шум», завертали коло і пробігали під «аркою» рук останніх двох дівчат, а ті, пропустивши всіх, самі під своїми ж руками поверталися так, що їхні руки складалися навхрест. Таким чином, останні пари дівчат пробігали під руками наступних пар і ставали одна проти одної в дві лави, утворюючи при цьому зі своїх рук щось на зразок плоту. Заплітаючи такий «пліт» дівчата співали:
Ой, нумо, нумо,
В зеленого Шума,
Огірки-жовтяки,
Женітеся, парубки,
Осі вам трясця — не дівка.
Трясця вам, а не нам,
Трясця наший ворогам.
Ой, у того Шума,
Зеленая шуба…
Потім на сплетені руки ставили босоноге кмітливе дитя років п'яти—шести. Дитя ходило по цьому живому «плоту чи містку», а хор співав варіації «Шум ходить по діброві, А Шумиха рибу ловить…». В міру того, як «Шум» рухався вперед по руках хоровідниць, залишені позаду пари дівчат перебігали наперед і знову сплітали зі своїх рук «місток». Таким чином «Шум» міг іти й іти далі. Так він звичайно рухався доти, доки не обійде навколо церкви.
За іншим описом цієї пісні-гри, гурт дітей береться за руки і стає півколом. Середня пара підносить з'єднані руки догори — це ворота. Крайні парами (один іде з одного, другий — з другого боку) пробігають у ворота. Коли доходить черга до середньої пари, то вона перекручується під своïми руками, і гра йде далі. Шум то заплітають, то розплітають.

## Трактування суті «Шума»
На думку історика Михайла Грушевського, «Шум» символізував розбуджену космічну енергію, а «всі жартовливі, пародійні рими, витіснивши первісний текст, з'явилися задля розваги і сміху значно пізніше, коли хоровід зійшов на просту забаву».
На думку деяких дослідників, слово «шум» у цій гаївці означає ліс (на що може вказувати, зокрема, те, що сербською ліс зветься «шума»), а у пісні вбачають риси анімістичного світогляду. В трактуванні Лідії Козар, «шум» у веснянці — це персоніфікований образ шуму першої весняної зелені. Валерій Войтович вважав, що Шум — це ім'я давньослов'янського бога лісів.

## Вплив на культуру
В обряді закликання Шуму вбачають коріння «шу́мок» — різновиду українських народних танкових пісень.
У 1863 році, під враженням від статті Максимовича з описом цієї української пісні, російський поет Микола Некрасов написав вірш «Зелений Шум» (рос. Зелёный Шум). Пейзажну частину цього віршу згодом було кілька разів покладено на музику.
У 2021 році виконання цієї веснянки гуртом «Go_A» було обрано для участі і пісенному конкурсі Євробачення від України.

## Сучасні обробки
- Український композитор Мирослав Волинський обробив веснянку для хору a cappella
- Astarta/Edwin — «А в нашого шума» (2016)
- GG ГуляйГород — «See U» (2016)
- Lirwak — «Шуба Шума» (2017)[12]
- YELKA — «Конопелечки» (2020)[13]
- Go A — «Шум» (2021)

## Пов'язані веснянки
Гаївка «Шум» близька за своїм змістом із гаївкою «Жучок». Відмінність між танцями цих двох гаївок полягала лише у рухових елементах, які замість «мостових» виступали «воротарними» з елементами завивання огіркового огудиння.
Іншими «ключовими» хороводами (які дівчата водили довгою лінією) є також «Кривий танець», «Плетениця», «Роман-зілля» й «А ми просо сіяли». Зокрема, «Кривий танець», на думку Олега Смоляка, мав ту саму обрядову функцію, що і «Шум» — ініціювання приходу весни та оживлення природи.